# ایران در جام جهانی فوتبال

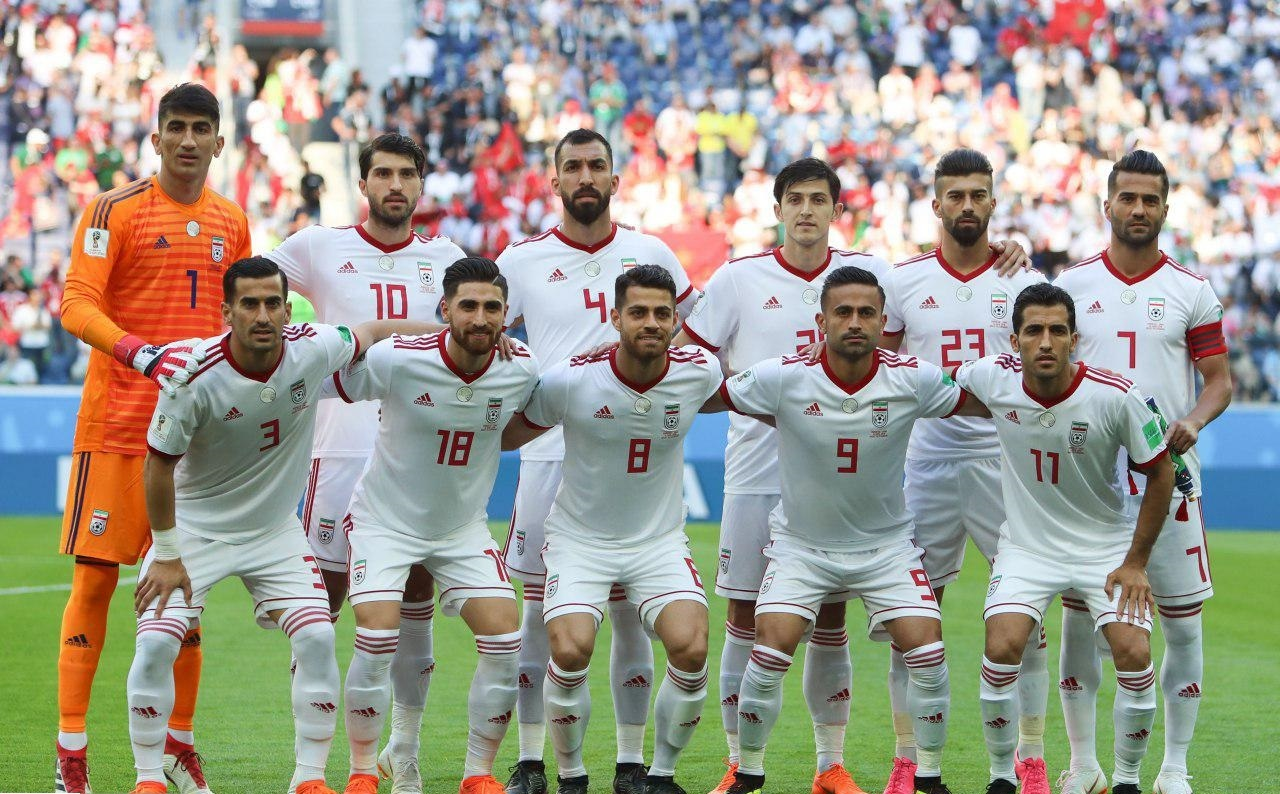
ترکیب اولیه تیم ملی ایران در بازی مقابل مراکش در جام جهانی فوتبال ۲۰۱۸

پیشینه حضور تیم ملی فوتبال ایران در جام جهانی فوتبال به شش دوره شامل جام‌های جهانی (۱۹۷۸ آرژانتین، ۱۹۹۸ فرانسه، ۲۰۰۶ آلمان، ۲۰۱۴ برزیل ، ۲۰۱۸ روسيه و ۲۰۲۲ قطر) باز می‌گردد.
مهدی طارمی با ٢ گل خود به تیم ملی فوتبال انگلیس در جام جهانی فوتبال ۲۰۲۲ بهترین گلزن ایران در این رقابت هاست.
در بازی ایران و ولز، روزبه چشمی و رامین رضاییان گلزنی کردند که این بهترین پیروزی تیم ملی ایران در ادوار جام جهانی بوده است.

## آمار و نتایج در جام جهانی
- عبارت ضخیم، بهترین نتیجه را در مسابقات بیان می‌کند.

| ایران در جام جهانی فوتبال | ایران در جام جهانی فوتبال | ایران در جام جهانی فوتبال | ایران در جام جهانی فوتبال | ایران در جام جهانی فوتبال | ایران در جام جهانی فوتبال | ایران در جام جهانی فوتبال | ایران در جام جهانی فوتبال | ایران در جام جهانی فوتبال | ایران در جام جهانی فوتبال | ایران در جام جهانی فوتبال | ایران در جام جهانی فوتبال | ایران در جام جهانی فوتبال | ایران در جام جهانی فوتبال | ایران در جام جهانی فوتبال | ایران در جام جهانی فوتبال |
| جام جهانی فوتبال          | جام جهانی فوتبال          | جام جهانی فوتبال          | جام جهانی فوتبال          | جام جهانی فوتبال          | جام جهانی فوتبال          | جام جهانی فوتبال          | جام جهانی فوتبال          | جام جهانی فوتبال          |                           | مقدماتی جام جهانی         | مقدماتی جام جهانی         | مقدماتی جام جهانی         | مقدماتی جام جهانی         | مقدماتی جام جهانی         | مقدماتی جام جهانی         |
| میزبان/سال                | مرحله                     | رتبه                      | بازی                      | برد                       | تساوی                     | باخت                      | گ. ز.                     | گ. خ.                     | بازی                      | برد                       | تساوی                     | باخت                      | گ. ز.                     | گ. خ.                     |                           |
| ------------------------- | ------------------------- | ------------------------- | ------------------------- | ------------------------- | ------------------------- | ------------------------- | ------------------------- | ------------------------- | ------------------------- | ------------------------- | ------------------------- | ------------------------- | ------------------------- | ------------------------- | ------------------------- |
| ۱۹۳۰                      | عضو فیفا نبود             | -                         | -                         | -                         | -                         | -                         | -                         | -                         | -                         | -                         | -                         | -                         | -                         | -                         |                           |
| ۱۹۳۴                      | عضو فیفا نبود             | -                         | -                         | -                         | -                         | -                         | -                         | -                         | -                         | -                         | -                         | -                         | -                         | -                         |                           |
| ۱۹۳۸                      | عضو فیفا نبود             | -                         | -                         | -                         | -                         | -                         | -                         | -                         | -                         | -                         | -                         | -                         | -                         | -                         |                           |
| ۱۹۵۰                      | شرکت نکرد                 | -                         | -                         | -                         | -                         | -                         | -                         | -                         | -                         | -                         | -                         | -                         | -                         | -                         |                           |
| ۱۹۵۴                      | شرکت نکرد                 | -                         | -                         | -                         | -                         | -                         | -                         | -                         | -                         | -                         | -                         | -                         | -                         | -                         |                           |
| ۱۹۵۸                      | شرکت نکرد                 | -                         | -                         | -                         | -                         | -                         | -                         | -                         | -                         | -                         | -                         | -                         | -                         | -                         |                           |
| ۱۹۶۲                      | شرکت نکرد                 | -                         | -                         | -                         | -                         | -                         | -                         | -                         | -                         | -                         | -                         | -                         | -                         | -                         |                           |
| ۱۹۶۶                      | شرکت نکرد                 | -                         | -                         | -                         | -                         | -                         | -                         | -                         | -                         | -                         | -                         | -                         | -                         | -                         |                           |
| ۱۹۷۰                      | شرکت نکرد                 | -                         | -                         | -                         | -                         | -                         | -                         | -                         | -                         | -                         | -                         | -                         | -                         | -                         |                           |
| ۱۹۷۴                      | راه نیافت                 | -                         | -                         | -                         | -                         | -                         | -                         | -                         | ۸                         | ۵                         | ۱                         | ۲                         | ۹                         | ۶                         |                           |
| ۱۹۷۸                      | مرحله گروهی               | ۱۴ام                      | ۳                         | ۰                         | ۱                         | ۲                         | ۲                         | ۸                         | ۱۲                        | ۱۰                        | ۲                         | ۰                         | ۲۰                        | ۳                         |                           |
| ۱۹۸۲                      | حضور نداشت                | -                         | -                         | -                         | -                         | -                         | -                         | -                         | -                         | -                         | -                         | -                         | -                         | -                         |                           |
| ۱۹۸۶                      | کنار گذاشته شد*           | -                         | -                         | -                         | -                         | -                         | -                         | -                         | -                         | -                         | -                         | -                         | -                         | -                         |                           |
| ۱۹۹۰                      | راه نیافت                 | -                         | -                         | -                         | -                         | -                         | -                         | -                         | ۶                         | ۵                         | ۰                         | ۱                         | ۱۲                        | ۵                         |                           |
| ۱۹۹۴                      | راه نیافت                 | -                         | -                         | -                         | -                         | -                         | -                         | -                         | ۱۱                        | ۵                         | ۳                         | ۳                         | ۲۳                        | ۱۳                        |                           |
| ۱۹۹۸                      | مرحله گروهی               | ۲۰ام                      | ۳                         | ۱                         | ۰                         | ۲                         | ۲                         | ۴                         | ۱۷                        | ۸                         | ۶                         | ۳                         | ۵۷                        | ۱۷                        |                           |
| ۲۰۰۲                      | راه نیافت                 | -                         | -                         | -                         | -                         | -                         | -                         | -                         | ۱۴                        | ۹                         | ۳                         | ۲                         | ۳۶                        | ۹                         |                           |
| ۲۰۰۶                      | مرحله گروهی               | ۲۵ام                      | ۳                         | ۰                         | ۱                         | ۲                         | ۲                         | ۶                         | ۱۲                        | ۹                         | ۱                         | ۲                         | ۲۹                        | ۷                         |                           |
| ۲۰۱۰                      | راه نیافت                 | -                         | -                         | -                         | -                         | -                         | -                         | -                         | ۱۴                        | ۵                         | ۸                         | ۱                         | ۱۵                        | ۹                         |                           |
| ۲۰۱۴                      | مرحله گروهی               | ۲۸ام                      | ۳                         | ۰                         | ۱                         | ۲                         | ۱                         | ۴                         | ۱۶                        | ۱۰                        | ۴                         | ۲                         | ۳۰                        | ۷                         |                           |
| ۲۰۱۸                      | مرحله گروهی               | ۱۸ام                      | ۳                         | ۱                         | ۱                         | ۱                         | ۲                         | ۲                         | ۱۸                        | ۱۲                        | ۶                         | ۰                         | ۳۶                        | ۵                         |                           |
| ۲۰۲۲                      | مرحله گروهی               | ۲۶ام                      | ۳                         | ۱                         | ۰                         | ۲                         | ۴                         | ۷                         | ۱۸                        | ۱۴                        | ۱                         | ۳                         | ۴۹                        | ۸                         |                           |
| ۲۰۲۶                      | برگزار نشده               | ۰                         | ۰                         | ۰                         | ۰                         | ۰                         | ۰                         | ۰                         | ۱۶                        | ۱۱                        | ۴                         | ۱                         | ۳۵                        | ۱۲                        |                           |
| مجموع                     | ۶/۲۲                      | -                         | ۱۸                        | ۳                         | ۴                         | ۱۱                        | ۱۳                        | ۳۱                        | ۱۶۲                       | ۱۰۳                       | ۳۹                        | ۲۰                        | ۳۵۱                       | ۱۰۱                       |                           |

* به دلیل جنگ ایران و عراق، فیفا این دو کشور را مجبور به بازی در زمین بی‌طرف کرد که ایران با این موضوع موافقت نکرد و از مسابقات کنار گذاشته شد.
| مسابقه‌های ایران در جام جهانی فوتبال | مسابقه‌های ایران در جام جهانی فوتبال | مسابقه‌های ایران در جام جهانی فوتبال | مسابقه‌های ایران در جام جهانی فوتبال  | مسابقه‌های ایران در جام جهانی فوتبال | مسابقه‌های ایران در جام جهانی فوتبال | مسابقه‌های ایران در جام جهانی فوتبال    |
| سال                                 | مرحله                               | تاریخ                               | ورزشگاه                              | تماشاگر                             | نتیجه                               | گل‌های ایران                            |
| ----------------------------------- | ----------------------------------- | ----------------------------------- | ------------------------------------ | ----------------------------------- | ----------------------------------- | -------------------------------------- |
| ۱۹۷۸                                | مرحله گروهی                         | ۱۳ خرداد ۱۳۵۷، ۱۶:۴۵ ART            | مالویناس آرژنتیناس، مندوزا           | ۳۳۴۳۱                               | ایران ۰–۳ هلند                      | -                                      |
| ۱۹۷۸                                | مرحله گروهی                         | ۱۷ خرداد ۱۳۵۷، ۱۶:۴۵ ART            | ماریو آلبرتو کمپس، کوردوبا           | ۷۹۳۸                                | ایران ۱–۱ اسکاتلند                  | ایرج دانایی‌فرد '۶۰                     |
| ۱۹۷۸                                | مرحله گروهی                         | ۲۱ خرداد ۱۳۵۷، ۱۶:۴۵ ART            | ماریو آلبرتو کمپس، کوردوبا           | ۲۱۲۶۲                               | ایران ۱–۴ پرو                       | حسن روشن '۴۱                           |
| ۱۹۹۸                                | مرحله گروهی                         | ۲۴ خرداد ۱۳۷۷، ۱۷:۳۰ CET            | جئوفروی گویچارد، سن-اتین             | ۳۰۶۰۰                               | ایران ۰–۱ یوگسلاوی                  | -                                      |
| ۱۹۹۸                                | مرحله گروهی                         | ۳۱ خرداد ۱۳۷۷، ۲۱:۰۰ CET            | ژرلان، لیون                          | ۳۹۱۰۰                               | ایران ۲–۱ ایالات متحده آمریکا       | حمید استیلی '۴۱، مهدی مهدوی‌کیا '۸۳     |
| ۱۹۹۸                                | مرحله گروهی                         | ۴ تیر ۱۳۷۷، ۲۱:۰۰ CET               | استاد دو لا موسون، مون‌پلیه           | ۲۹۸۰۰                               | ایران ۰–۲ آلمان                     | -                                      |
| ۲۰۰۶                                | مرحله گروهی                         | ۲۱ خرداد ۱۳۸۵، ۱۸:۰۰ CEST           | فرانکن، نورنبرگ                      | ۴۱۰۰۰                               | ایران ۱–۳ مکزیک                     | یحیی گل‌محمدی '۳۶                       |
| ۲۰۰۶                                | مرحله گروهی                         | ۲۷ خرداد ۱۳۸۵، ۱۵:۰۰ CEST           | کومرتسبانک آرنا، فرانکفورت           | ۴۸۰۰۰                               | ایران ۰–۲ پرتغال                    | -                                      |
| ۲۰۰۶                                | مرحله گروهی                         | ۳۱ خرداد ۱۳۸۵، ۱۶:۰۰ CEST           | ردبول آرنا، لایپزیگ                  | ۳۸۰۰۰                               | ایران ۱–۱ آنگولا                    | سهراب بختیاری‌زاده '۷۵                  |
| ۲۰۱۴                                | مرحله گروهی                         | ۲۶ خرداد ۱۳۹۳، ۱۶:۰۰ UTC-3          | آرنا دا بایشادا، کوریتیبا            | ۳۹۰۸۱                               | ایران ۰–۰ نیجریه                    | -                                      |
| ۲۰۱۴                                | مرحله گروهی                         | ۳۱ خرداد ۱۳۹۳، ۱۳:۰۰ UTC-3          | مینیرو، بلو هوریزونته                | ۵۷۶۹۸                               | ایران ۰–۱ آرژانتین                  | -                                      |
| ۲۰۱۴                                | مرحله گروهی                         | ۴ تیر ۱۳۹۳، ۱۳:۰۰ UTC-3             | ایتایپاوا آرنا فونته نوآوا، سالوادور | ۴۸۰۱۱                               | ایران ۱–۳ بوسنی و هرزگوین           | رضا قوچان‌نژاد '۸۲                      |
| ۲۰۱۸                                | مرحله گروهی                         | ۲۵ خرداد ۱۳۹۷، ۱۸:۰۰ MSK            | کرستوفسکی، سن پترزبورگ               | ۶۲۵۴۸                               | ایران ۱–۰ مراکش                     | عزیز بوحدوز (گل‌به‌خودی) '۵+۹۰           |
| ۲۰۱۸                                | مرحله گروهی                         | ۳۰ خرداد ۱۳۹۷، ۲۱:۰۰ MSK            | کازان آرنا، قازان                    | ۴۲۷۱۸                               | ایران ۰–۱ اسپانیا                   | -                                      |
| ۲۰۱۸                                | مرحله گروهی                         | ۴ تیر ۱۳۹۷، ۲۱:۰۰ MSK               | موردوویا آرنا، سارانسک               | ۴۱۶۸۵                               | ایران ۱–۱ پرتغال                    | کریم انصاری‌فرد '۳+۹۰                   |
| ۲۰۲۲                                | مرحله گروهی                         | ۳۰ آبان ۱۴۰۱، ۱۶:۰۰ UTC+3           | خلیفه، دوحه                          | ۴۵۳۴۴                               | ایران ۲–۶ انگلستان                  | مهدی طارمی '۶۵ و '۱۳+۹۰                |
| ۲۰۲۲                                | مرحله گروهی                         | ۴ آذر ۱۴۰۱، ۱۳:۰۰ UTC+3             | الریان، الریان                       | ۴۰۸۷۵                               | ایران ۲–۰ ولز                       | روزبه چشمی '۸+۹۰، رامین رضاییان '۱۱+۹۰ |
| ۲۰۲۲                                | مرحله گروهی                         | ۸ آذر ۱۴۰۱، ۲۲:۰۰ UTC+3             | الثمامه، دوحه                        | ۴۲۱۲۷                               | ایران ۰–۱ ایالات متحده آمریکا       | -                                      |

## جام جهانی فوتبال ۱۹۷۸

### جدول گروه ۴
| تیم      | بازی | برد | تساوی | باخت | گل‌زده | گل‌خورده | تفاضل‌گل | امتیاز |
| -------- | ---- | --- | ----- | ---- | ----- | ------- | ------- | ------ |
| پرو      | ۳    | ۲   | ۱     | ۰    | ۷     | ۲       | ۵+      | ۵      |
| هلند     | ۳    | ۱   | ۱     | ۱    | ۵     | ۳       | ۲+      | ۳      |
| اسکاتلند | ۳    | ۱   | ۱     | ۱    | ۵     | ۶       | ۱–      | ۳      |
| ایران    | ۳    | ۰   | ۱     | ۲    | ۲     | ۸       | ۶–      | ۱      |

### آمار مسابقات
| هلند | ۳–۰   | ایران |
| ---- | ----- | ----- |
|      | گزارش |       |

| اسکاتلند                 | ۱–۱   | ایران         |
| ------------------------ | ----- | ------------- |
| اسکندریان ۴۳' (گل‌به‌خودی) | گزارش | دانایی‌فرد ۶۰' |

| پرو                                                 | ۴–۱   | ایران    |
| --------------------------------------------------- | ----- | -------- |
| ولاسکز ۲' · کوبیلاس ۳۶' (پنالتی)، ۳۹' (پنالتی)، ۷۹' | گزارش | روشن ۴۱' |

## جام جهانی فوتبال ۱۹۹۸

### جدول گروه F
| تیم                 | بازی | برد | تساوی | باخت | گل‌زده | گل‌خورده | تفاضل‌گل | امتیاز |
| ------------------- | ---- | --- | ----- | ---- | ----- | ------- | ------- | ------ |
| آلمان               | ۳    | ۲   | ۱     | ۰    | ۶     | ۲       | ۴+      | ۷      |
| یوگسلاوی            | ۳    | ۲   | ۱     | ۰    | ۴     | ۲       | ۲+      | ۷      |
| ایران               | ۳    | ۱   | ۰     | ۲    | ۲     | ۴       | ۲–      | ۳      |
| ایالات متحده آمریکا | ۳    | ۰   | ۰     | ۳    | ۱     | ۵       | ۴–      | ۰      |

### آمار مسابقات
| یوگسلاوی       | ۱–۰   | ایران |
| -------------- | ----- | ----- |
| میهایلوویچ ۷۳' | گزارش |       |

| ایالات متحده آمریکا | ۱–۲   | ایران                     |
| ------------------- | ----- | ------------------------- |
| مک‌براید ۸۷'         | گزارش | استیلی ۴۱' · مهدوی‌کیا ۸۳' |

| آلمان                    | ۲–۰   | ایران |
| ------------------------ | ----- | ----- |
| بیرهوف ۵۰' · کلینزمن ۵۷' | گزارش |       |

## جام جهانی فوتبال ۲۰۰۶

### جدول گروه D
| تیم    | بازی | برد | تساوی | باخت | گل‌زده | گل‌خورده | تفاضل‌گل | امتیاز |
| ------ | ---- | --- | ----- | ---- | ----- | ------- | ------- | ------ |
| پرتغال | ۳    | ۳   | ۰     | ۰    | ۵     | ۱       | ۴+      | ۹      |
| مکزیک  | ۳    | ۱   | ۱     | ۱    | ۴     | ۳       | ۱+      | ۴      |
| آنگولا | ۳    | ۰   | ۲     | ۱    | ۱     | ۲       | ۱–      | ۲      |
| ایران  | ۳    | ۰   | ۱     | ۲    | ۲     | ۶       | ۴–      | ۱      |

### آمار مسابقات
| مکزیک                       | ۳–۱   | ایران       |
| --------------------------- | ----- | ----------- |
| براوو ۲۸'، ۷۶' · نیلسون ۷۹' | گزارش | گل‌محمدی ۳۶' |

| پرتغال                         | ۲–۰   | ایران |
| ------------------------------ | ----- | ----- |
| دکو ۶۳' · رونالدو ۸۰' (پنالتی) | گزارش |       |

| ایران           | ۱–۱   | آنگولا     |
| --------------- | ----- | ---------- |
| بختیاری‌زاده ۷۵' | گزارش | فلاویو ۶۰' |

## جام جهانی فوتبال ۲۰۱۴

### جدول گروه F
| تیم             | بازی | برد | تساوی | باخت | گل‌زده | گل‌خورده | تفاضل‌گل | امتیاز |
| --------------- | ---- | --- | ----- | ---- | ----- | ------- | ------- | ------ |
| آرژانتین        | ۳    | ۳   | ۰     | ۰    | ۶     | ۳       | ۳+      | ۹      |
| نیجریه          | ۳    | ۱   | ۱     | ۱    | ۳     | ۳       | ۰       | ۴      |
| بوسنی و هرزگوین | ۳    | ۱   | ۰     | ۲    | ۴     | ۴       | ۰       | ۳      |
| ایران           | ۳    | ۰   | ۱     | ۲    | ۱     | ۴       | ۳–      | ۱      |

### آمار مسابقات
| ایران | ۰–۰   | نیجریه |
| ----- | ----- | ------ |
|       | گزارش |        |

| آرژانتین  | ۱–۰   | ایران |
| --------- | ----- | ----- |
| مسی ۱+۹۰' | گزارش |       |

| بوسنی و هرزگوین                     | ۳–۱   | ایران         |
| ----------------------------------- | ----- | ------------- |
| ژکو ۲۳' · پیانیچ ۵۹' · ورشایویچ ۸۳' | گزارش | قوچان‌نژاد ۸۲' |

## جام جهانی فوتبال ۲۰۱۸

### جدول ب گروه
| تیم     | بازی | برد | تساوی | باخت | گل‌زده | گل‌خورده | تفاضل‌گل | امتیاز |
| ------- | ---- | --- | ----- | ---- | ----- | ------- | ------- | ------ |
| اسپانیا | ۳    | ۱   | ۲     | ۰    | ۶     | ۵       | ۱+      | ۵      |
| پرتغال  | ۳    | ۱   | ۲     | ۰    | ۵     | ۴       | ۱+      | ۵      |
| ایران   | ۳    | ۱   | ۱     | ۱    | ۲     | ۲       | ۰       | ۴      |
| مراکش   | ۳    | ۰   | ۱     | ۲    | ۲     | ۴       | ۲–      | ۱      |

### آمار مسابقات
| مراکش | ۰–۱   | ایران                   |
| ----- | ----- | ----------------------- |
|       | گزارش | بوحدوز ۵+۹۰' (گل‌به‌خودی) |

| ایران | ۰–۱   | اسپانیا   |
| ----- | ----- | --------- |
|       | گزارش | کوستا ۵۴' |

| ایران                    | ۱–۱   | پرتغال      |
| ------------------------ | ----- | ----------- |
| انصاری‌فرد ۳+۹۰' (پنالتی) | گزارش | کوارشما ۴۵' |

## جام جهانی فوتبال ۲۰۲۲

### جدول گروه B
| تیم                 | بازی | برد | تساوی | باخت | گل‌زده | گل‌خورده | تفاضل‌گل | امتیاز |
| ------------------- | ---- | --- | ----- | ---- | ----- | ------- | ------- | ------ |
| انگلستان            | ۳    | ۲   | ۱     | ۰    | ۹     | ۲       | ۷+      | ۷      |
| ایالات متحده آمریکا | ۳    | ۱   | ۲     | ۰    | ۲     | ۱       | ۱+      | ۵      |
| ایران               | ۳    | ۱   | ۰     | ۲    | ۴     | ۷       | ۳-      | ۳      |
| ولز                 | ۳    | ۰   | ۱     | ۲    | ۱     | ۶       | ۵-      | ۱      |

### آمار مسابقات
| انگلستان                                                               | ۶–۲ | ایران                      |
| ---------------------------------------------------------------------- | --- | -------------------------- |
| بلینگام ۳۵' · ساکا ۴۳'، ۶۲' · استرلینگ ۱+۴۵' · رشفورد ۷۱' · گریلیش ۹۰' |     | طارمی ۶۵'، ۱۳+۹۰' (پنالتی) |

| ولز | ۰–۲ | ایران                       |
| --- | --- | --------------------------- |
|     |     | چشمی ۸+۹۰' · رضاییان ۱۱+۹۰' |

| ایران | ۰–۱ | ایالات متحده آمریکا |
| ----- | --- | ------------------- |
|       |     | پولیسیچ ۳۸'         |

## آمار بازیکنان

### بازی‌ها
| #  | نام                   | بازی | جام جهانی      |
| -- | --------------------- | ---- | -------------- |
| ۱  | ناصر حجازی            | ۳    | ۱۹۷۸           |
| ۲  | حسن نظری              | ۳    | ۱۹۷۸           |
| ۳  | حسین کازرانی          | ۳    | ۱۹۷۸           |
| ۴  | حسن نایب آقا          | ۲    | ۱۹۷۸           |
| ۵  | آندرانیک اسکندریان    | ۲    | ۱۹۷۸           |
| ۶  | نصرالله عبداللهی      | ۳    | ۱۹۷۸           |
| ۷  | محمد صادقی            | ۳    | ۱۹۷۸           |
| ۸  | علی پروین             | ۳    | ۱۹۷۸           |
| ۹  | ابراهیم قاسم پور      | ۳    | ۱۹۷۸           |
| ۱۰ | حسین فرکی             | ۳    | ۱۹۷۸           |
| ۱۱ | غفور جهانی            | ۳    | ۱۹۷۸           |
| ۱۲ | حسن روشن              | ۳    | ۱۹۷۸           |
| ۱۳ | ایرج دانایی‌فرد        | ۲    | ۱۹۷۸           |
| ۱۴ | جواد الله‌وردی         | ۱    | ۱۹۷۸           |
| ۱۵ | بهتاش فریبا           | ۱    | ۱۹۷۸           |
| ۱۶ | نیما نکیسا            | ۱    | ۱۹۹۸           |
| ۱۷ | جواد زرینچه           | ۳    | ۱۹۹۸           |
| ۱۸ | محمد خاکپور           | ۳    | ۱۹۹۸           |
| ۱۹ | مهدی پاشازاده         | ۳    | ۱۹۹۸           |
| ۲۰ | نادر محمدخانی         | ۳    | ۱۹۹۸           |
| ۲۱ | مهرداد میناوند        | ۳    | ۱۹۹۸           |
| ۲۲ | مهدی مهدوی‌کیا         | ۶    | ۱۹۹۸ ۲۰۰۶      |
| ۲۳ | کریم باقری            | ۳    | ۱۹۹۸           |
| ۲۴ | حمید استیلی           | ۳    | ۱۹۹۸           |
| ۲۵ | علی دایی              | ۵    | ۱۹۹۸ ۲۰۰۶      |
| ۲۶ | خداداد عزیزی          | ۳    | ۱۹۹۸           |
| ۲۷ | علیرضا منصوریان       | ۲    | ۱۹۹۸           |
| ۲۸ | احمدرضا عابدزاده      | ۲    | ۱۹۹۸           |
| ۲۹ | افشین پیروانی         | ۱    | ۱۹۹۸           |
| ۳۰ | نعیم سعداوی           | ۱    | ۱۹۹۸           |
| ۳۱ | سیروس دین‌محمدی        | ۱    | ۱۹۹۸           |
| ۳۲ | ابراهیم میرزاپور      | ۳    | ۲۰۰۶           |
| ۳۳ | یحیی گل‌محمدی          | ۲    | ۲۰۰۶           |
| ۳۴ | رحمان رضایی           | ۳    | ۲۰۰۶           |
| ۳۵ | محمد نصرتی            | ۳    | ۲۰۰۶           |
| ۳۶ | حسین کعبی             | ۳    | ۲۰۰۶           |
| ۳۷ | آندرانیک تیموریان     | ۶    | ۲۰۰۶ ۲۰۱۴      |
| ۳۸ | جواد نکونام           | ۵    | ۲۰۰۶ ۲۰۱۴      |
| ۳۹ | علی کریمی             | ۲    | ۲۰۰۶           |
| ۴۰ | وحید هاشمیان          | ۳    | ۲۰۰۶           |
| ۴۱ | مهرزاد معدنچی         | ۳    | ۲۰۰۶           |
| ۴۲ | آرش برهانی            | ۲    | ۲۰۰۶           |
| ۴۳ | فریدون زندی           | ۲    | ۲۰۰۶           |
| ۴۴ | رسول خطیبی            | ۲    | ۲۰۰۶           |
| ۴۵ | سهراب بختیاری زاده    | ۲    | ۲۰۰۶           |
| ۴۶ | مسعود شجاعی           | ۵    | ۲۰۰۶ ۲۰۱۴ ۲۰۱۸ |
| ۴۷ | علیرضا حقیقی          | ۳    | ۲۰۱۴           |
| ۴۸ | پژمان منتظری          | ۳    | ۲۰۱۴           |
| ۴۹ | امیرحسین صادقی        | ۳    | ۲۰۱۴           |
| ۵۰ | مهرداد پولادی         | ۳    | ۲۰۱۴           |
| ۵۱ | سید جلال حسینی        | ۳    | ۲۰۱۴           |
| ۵۲ | خسرو حیدری            | ۳    | ۲۰۱۴           |
| ۵۳ | اشکان دژاگه           | ۳    | ۲۰۱۴           |
| ۵۴ | احسان حاج‌صفی          | ۹    | ۲۰۱۴ ۲۰۱۸ ۲۰۲۲ |
| ۵۵ | رضا قوچان‌نژاد         | ۳    | ۲۰۱۴           |
| ۵۶ | علیرضا جهانبخش        | ۸    | ۲۰۱۴ ۲۰۱۸ ۲۰۲۲ |
| ۵۷ | رضا حقیقی             | ۱    | ۲۰۱۴           |
| ۵۸ | کریم انصاری‌فرد        | ۶    | ۲۰۱۴ ۲۰۱۸ ۲۰۲۲ |
| ۵۹ | علیرضا بیرانوند       | ۵    | ۲۰۱۸ ۲۰۲۲      |
| ۶۰ | رامین رضاییان         | ۵    | ۲۰۱۸ ۲۰۲۲      |
| ۶۱ | مرتضی پورعلی‌گنجی      | ۶    | ۲۰۱۸ ۲۰۲۲      |
| ۶۲ | روزبه چشمی            | ۳    | ۲۰۱۸ ۲۰۲۲      |
| ۶۳ | وحید امیری            | ۳    | ۲۰۱۸           |
| ۶۴ | امید ابراهیمی         | ۳    | ۲۰۱۸           |
| ۶۵ | سردار آزمون           | ۶    | ۲۰۱۸ ۲۰۲۲      |
| ۶۶ | مهدی طارمی            | ۶    | ۲۰۱۸ ۲۰۲۲      |
| ۶۷ | مجید حسینی            | ۶    | ۲۰۱۸ ۲۰۲۲      |
| ۶۸ | سامان قدوس            | ۴    | ۲۰۱۸ ۲۰۲۲      |
| ۶۹ | سعید عزت‌اللهی         | ۵    | ۲۰۱۸ ۲۰۲۲      |
| ۷۰ | میلاد محمدی           | ۵    | ۲۰۱۸ ۲۰۲۲      |
| ۷۱ | صادق محرمی            | ۱    | ۲۰۲۲           |
| ۷۲ | احمد نوراللهی         | ۳    | ۲۰۲۲           |
| ۷۳ | علی کریمی             | ۳    | ۲۰۲۲           |
| ۷۴ | سید حسین حسینی        | ۲    | ۲۰۲۲           |
| ۷۵ | علی قلی‌زاده           | ۳    | ۲۰۲۲           |
| ۷۶ | محمدحسین کنعانی‌زادگان | ۱    | ۲۰۲۲           |
| ۷۷ | مهدی ترابی            | ۳    | ۲۰۲۲           |
| ۷۸ | ابوالفضل جلالی        | ۱    | ۲۰۲۲           |

- بازیکنانی که همچنان بازی می‌کنند.

### گل‌ها
| #  | نام                    | گل | جام جهانی | مقابل               |
| -- | ---------------------- | -- | --------- | ------------------- |
| ۱  | ایرج دانایی‌فرد         | ۱  | ۱۹۷۸      | اسکاتلند            |
| ۲  | حسن روشن               | ۱  | ۱۹۷۸      | پرو                 |
| ۳  | حمید استیلی            | ۱  | ۱۹۹۸      | ایالات متحده آمریکا |
| ۴  | مهدی مهدوی‌کیا          | ۱  | ۱۹۹۸      | ایالات متحده آمریکا |
| ۵  | یحیی گل‌محمدی           | ۱  | ۲۰۰۶      | مکزیک               |
| ۶  | سهراب بختیاری زاده     | ۱  | ۲۰۰۶      | آنگولا              |
| ۷  | رضا قوچان‌نژاد          | ۱  | ۲۰۱۴      | بوسنی و هرزگوین     |
| ۸  | عزیز بوحدوز (گل‌به‌خودی) | ۱  | ۲۰۱۸      | ایران               |
| ۹  | کریم انصاری‌فرد         | ۱  | ۲۰۱۸      | پرتغال              |
| ۱۰ | مهدی طارمی             | ۲  | ۲۰۲۲      | انگلستان            |
| ۱۱ | روزبه چشمی             | ۱  | ۲۰۲۲      | ولز                 |
| ۱۲ | رامین رضاییان          | ۱  | ۲۰۲۲      | ولز                 |

- بازیکنانی که همچنان بازی می‌کنند.

### کلین‌شیت ها
| # | نام             | کلین شیت | جام جهانی | مقابل  |
| - | --------------- | -------- | --------- | ------ |
| ۱ | علیرضا حقیقی    | ۱        | ۲۰۱۴      | نیجریه |
| ۲ | علیرضا بیرانوند | ۱        | ۲۰۱۸      | مراکش  |
| ۳ | سید حسین حسینی  | ۱        | ۲۰۲۲      | ولز    |

- بازیکنانی که همچنان بازی می‌کنند.

### کاپیتان‌ها
| # | نام              | کاپیتانی | جام جهانی | مقابل                                |
| - | ---------------- | -------- | --------- | ------------------------------------ |
| ۱ | علی پروین        | ۳        | ۱۹۷۸      | هلند · اسکاتلند · پرو                |
| ۲ | نادر محمدخانی    | ۱        | ۱۹۹۸      | جمهوری فدرال سوسیالیستی یوگسلاوی     |
| ۳ | احمدرضا عابدزاده | ۲        | ۱۹۹۸      | ایالات متحده آمریکا · آلمان          |
| ۴ | علی دایی         | ۲        | ۲۰۰۶      | مکزیک · آنگولا                       |
| ۵ | یحیی گل‌محمدی     | ۱        | ۲۰۰۶      | پرتغال                               |
| ۶ | جواد نکونام      | ۳        | ۲۰۱۴      | نیجریه · آرژانتین · بوسنی و هرزگوین  |
| ۷ | مسعود شجاعی      | ۱        | ۲۰۱۸      | مراکش                                |
| ۸ | احسان حاج‌صفی     | ۲        | ۲۰۱۸      | اسپانیا · پرتغال                     |
| ۸ | احسان حاج‌صفی     | ۳        | ۲۰۲۲      | انگلستان · ولز · ایالات متحده آمریکا |

### تعداد بازی کاپیتانی
| # | نام              | تعداد |
| - | ---------------- | ----- |
| ۱ | احسان حاج‌صفی     | ۵     |
| ۲ | علی پروین        | ۳     |
| ۳ | جواد نکونام      | ۳     |
| ۴ | احمدرضا عابدزاده | ۲     |
| ۵ | علی دایی         | ۲     |
| ۶ | ناصر محمدخانی    | ۱     |
| ۷ | یحیی گل‌محمدی     | ۱     |
| ۸ | مسعود شجاعی      | ۱     |

### کارت زرد
| #  | نام                | کارت زرد | جام جهانی | مقابل               |
| -- | ------------------ | -------- | --------- | ------------------- |
| ۱  | آندرانیک اسکندریان | ۲        | ۱۹۷۸      | هلند · اسکاتلند     |
| ۲  | حسن نظری           | ۱        | ۱۹۷۸      | پرو                 |
| ۳  | مهرداد میناوند     | ۱        | ۱۹۹۸      | ایالات متحده آمریکا |
| ۴  | جواد زرینچه        | ۱        | ۱۹۹۸      | ایالات متحده آمریکا |
| ۵  | علی دایی           | ۱        | ۱۹۹۸      | آلمان               |
| ۶  | مهرزاد معدنچی      | ۲        | ۲۰۰۶      | پرتغال · آنگولا     |
| ۷  | حسین کعبی          | ۱        | ۲۰۰۶      | پرتغال              |
| ۸  | یحیی گل‌محمدی       | ۱        | ۲۰۰۶      | پرتغال              |
| ۹  | فریدون زندی        | ۱        | ۲۰۰۶      | آنگولا              |
| ۱۰ | جواد نکونام        | ۲        | ۲۰۰۶      | مکزیک · پرتغال      |
| ۱۰ | جواد نکونام        | ۱        | ۲۰۱۴      | آرژانتین            |
| ۱۱ | آندرانیک تیموریان  | ۱        | ۲۰۰۶      | آنگولا              |
| ۱۱ | آندرانیک تیموریان  | ۱        | ۲۰۱۴      | نیجریه              |
| ۱۲ | مسعود شجاعی        | ۱        | ۲۰۱۴      | آرژانتین            |
| ۱۲ | مسعود شجاعی        | ۱        | ۲۰۱۸      | مراکش               |
| ۱۳ | کریم انصاری‌فرد     | ۱        | ۲۰۱۸      | مراکش               |
| ۱۴ | علیرضا جهانبخش     | ۱        | ۲۰۱۸      | مراکش               |
| ۱۴ | علیرضا جهانبخش     | ۲        | ۲۰۲۲      | انگلستان · ولز      |
| ۱۵ | وحید امیری         | ۱        | ۲۰۱۸      | اسپانیا             |
| ۱۶ | امید ابراهیمی      | ۱        | ۲۰۱۸      | اسپانیا             |
| ۱۷ | احسان حاج‌صفی       | ۱        | ۲۰۱۸      | پرتغال              |
| ۱۸ | سردار آزمون        | ۱        | ۲۰۱۸      | پرتغال              |
| ۱۹ | مرتضی پورعلی‌گنجی   | ۱        | ۲۰۲۲      | انگلستان            |
| ۲۰ | رامین رضاییان      | ۱        | ۲۰۲۲      | ولز                 |
| ۲۱ | مجید حسینی         | ۱        | ۲۰۲۲      | ایالات متحده آمریکا |

### تعداد کارت زرد
| #  | نام                | تعداد |
| -- | ------------------ | ----- |
| ۱  | جواد نکونام        | ۳     |
| ۲  | علیرضا جهانبخش     | ۳     |
| ۳  | آندرانیک اسکندریان | ۲     |
| ۴  | مهرزاد معدنچی      | ۲     |
| ۵  | آندرانیک تیموریان  | ۲     |
| ۶  | مسعود شجاعی        | ۲     |
| ۷  | حسن نظری           | ۱     |
| ۸  | مهرداد میناوند     | ۱     |
| ۹  | جواد زرینچه        | ۱     |
| ۱۰ | علی دایی           | ۱     |
| ۱۱ | حسین کعبی          | ۱     |
| ۱۲ | یحیی گل‌محمدی       | ۱     |
| ۱۳ | فریدون زندی        | ۱     |
| ۱۴ | کریم انصاری‌فرد     | ۱     |
| ۱۵ | وحید امیری         | ۱     |
| ۱۶ | امید ابراهیمی      | ۱     |
| ۱۷ | احسان حاج‌صفی       | ۱     |
| ۱۸ | سردار آزمون        | ۱     |
| ۱۹ | مرتضی پورعلی‌گنجی   | ۱     |
| ۲۰ | رامین رضاییان      | ۱     |
| ۲۱ | مجید حسینی         | ۱     |

### آمار کلی
| #     | تیم      | بازی | برد | مساوی | باخت | گل زده | گل خورده | امتیاز |
| ----- | -------- | ---- | --- | ----- | ---- | ------ | -------- | ------ |
| ۱     | هلند     | ۱    | _   | –     | ۱    | ۱      | ۳        | –      |
| ۲     | اسکاتلند | ۱    | –   | ۱     | –    | ۱      | ۱        | ۱      |
| ۳     | پرو      | ۱    | –   | –     | ۱    | ۱      | ۴        | –      |
| ۴     | یوگسلاوی | ۱    | –   | –     | ۱    | –      | ۱        | –      |
| ۵     | آمریکا   | ۲    | ۱   | –     | ۱    | ۲      | ۲        | ۳      |
| ۶     | آلمان    | ۱    | –   | –     | ۱    | –      | ۲        | –      |
| ۷     | مکزیک    | ۱    | –   | –     | ۱    | ۱      | ۳        | –      |
| ۸     | پرتغال   | ۲    | –   | ۱     | ۱    | ۱      | ۳        | ۱      |
| ۹     | آنگولا   | ۱    | –   | ۱     | –    | ۱      | ۱        | ۱      |
| ۱۰    | نیجریه   | ۱    | –   | ۱     | –    | –      | –        | ۱      |
| ۱۱    | آرژانتین | ۱    | –   | –     | ۱    | –      | ۱        | –      |
| ۱۲    | بوسنی    | ۱    | –   | –     | ۱    | ۱      | ۳        | –      |
| ۱۳    | مراکش    | ۱    | ۱   | –     | –    | ۱      | –        | ۳      |
| ۱۴    | اسپانیا  | ۱    | –   | –     | ۱    | –      | ۱        | –      |
| ۱۵    | انگلستان | ۱    | –   | –     | ۱    | ۲      | ۶        | –      |
| ۱۶    | ولز      | ۱    | ۱   | –     | –    | ۲      | –        | ۳      |
| مجموع | مجموع    | ۱۸   | ۳   | ۴     | ۱۱   | ۱۳     | ۳۱       | ۱۳     |